# Rosalind Eleazar
Rosalind Eleazar, född 29 augusti 1988 i London, är en brittisk skådespelare. 

## Biografi
Rosalind Eleazar är utbildad vid London Academy of Music and Dramatic Art där hon tog examen 2015. Hon har bland annat medverkat i TV-serien Slow Horses där hon spelade Louisa Guy. Hon har även medverkat i Class of '09. I TV-serienSaknar dig baserad på Harlan  Cobens roman spelar huvudrollen som kriminalinspektör Kat Donovan.

## Filmografi (i urval)
- 2017 – Rellik (TV-serie)
- 2019 – Deep Water (TV-serie)
- 2022–2025 – Slow Horses (TV-serie)
- 2023 – Class of '09 (TV-serie)
- 2025 – Saknar dig (TV-serie)
- 2025 – Rose of Nevada